# Mokro (Czarnogóra)
Mokro (cyr. Мокро) – wieś w Czarnogórze, w gminie Šavnik. W 2011 roku liczyła 58 mieszkańców.